# Navarrette Peak
Der Navarrette Peak ist ein felsiger Berggipfel im westantarktischen Marie-Byrd-Land. In den McCuddin Mountains ragt er am südwestlichen Ende des Massivs des Mount Petras auf.
Der United States Geological Survey kartierte ihn anhand von Vermessungen und Luftaufnahmen der United States Navy zwischen 1959 und 1965. Das Advisory Committee on Antarctic Names benannte den Berg 1974 nach Claude Angel Navarrette (1925–2010), stellvertretender Kommandant sowie Stabschef des Oberkommandierenden der Unterstützungseinheiten der US Navy bei der Operation Deep Freeze des Jahres 1972.